# Esau

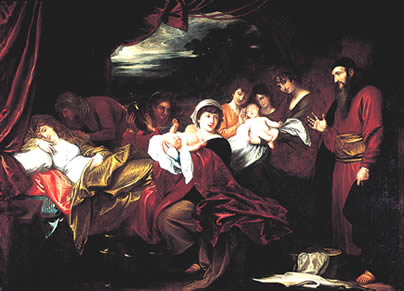
Nașterea lui Isav și Iacov, pictură de Benjamin West

Esau (în ebraică עֵשָׂו - „păros” ori „aspru”) este un personaj biblic, fiul lui Isaac. A fost fratele geamăn al lui Iacob (Israel). La maturitate, a ajuns vânător. Și-a vândut dreptul de întâi-născut fratelui său pentru un blid de linte. S-a căsătorit fără aprobarea părinților cu Ada și Oholibama, două fete hetite și cu Basmat, fata lui Ismael. 
„Isav și-a luat femei din fetele Canaaneilor: pe Ada, fata lui Elon Heteul, și pe Olibama, fata lui Ana, fiul lui Țibon Heveul, și pe Basemata, fata lui Ismael și sora lui Nebaiot.”—Geneza 36:2-3
Esau și Isaac, tatăl lor, au fost înșelați de Iacob, care îi fură primului binecuvântarea părintească, în timp ce era plecat la vânătoare. Înfuriat, el încearcă să-l ucidă pe fratele său Iacob, care fuge la Laban, fratele mamei sale. Mai târziu, Esau își va ierta fratele, când se vor reîntâlni. A avut cinci fii. 
„Ada a născut lui Esau pe Elifaz; Basemata i-a născut pe Raguel; iar Olibama i-a născut pe Ieuș, pe Ialam și pe Core. Aceștia sunt fiii lui Esau, care i s-au născut în țara Canaanului.”—Geneza 36:4-5
Esau a trăit 160 de ani și este considerat părintele edomiților și al amaleciților. (Geneza 25-28, 32-33)